# Harry Amass
Harry John Amass (Londra, 16 marzo 2007) è un calciatore inglese, difensore o centrocampista del Manchester Utd e della nazionale under-18 inglese.

## Caratteristiche tecniche
Terzino sinistro abile tecnicamente, può essere impiegato anche come esterno di centrocampo. Ottimo mancino, è bravo nei passaggi e insistente, coraggioso e parecchio duro nei contrasti; eccelle nella fase offensiva.

## Carriera

### Club
Entrato a far parte delle giovanili del Watford all'età di nove anni, viene convocato per la prima volta nella prima squadra degli Hornets il 7 gennaio 2023, per il match di FA Cup perso 2-0 contro il Reading, nel quale non scende tuttavia in campo. Attira dunque l'attenzione di Chelsea e Manchester Utd: i Red Devils battono la concorrenza dei Blues ed Amass firma un contratto quadriennale con il club, rifiutando un nuovo contratto da parte del Watford. Acquistato dal tecnico Erik ten Hag nel febbraio del 2024, esordisce in prima squadra con lo United poco più di un anno dopo, sotto la guida tecnica di Rúben Amorim, il 16 marzo 2025, giorno del suo 18º compleanno, subentrando al 69' della vittoria in trasferta contro il Leicester City (3-0). Debutta da titolare il 13 aprile 2025, nella partita persa 4-1 contro il Newcastle Utd.

### Nazionale
Ha giocato nelle nazionali giovanili inglesi Under-15, Under-16, Under-17 ed Under-18.